# Corpus Inscriptionum Latinarum
Das Corpus Inscriptionum Latinarum (abgekürzt CIL) ist die umfassendste und bedeutendste systematische Sammlung antiker lateinischer Inschriften. Es bildet als Dokumentation erhaltener und in den Quellen überlieferter öffentlicher und privater Inschriften eine unverzichtbare Quelle für das Leben im Römischen Reich und die römische Geschichte.

## Geschichte des CIL
Das CIL hat das Ziel, alle lateinischen Inschriften aus dem gesamten Territorium des Reichs geographisch und systematisch zu erfassen, zu kommentieren und der Fachwelt zur Verfügung zu stellen. Das Corpus wird laufend in neuen Ausgaben und Ergänzungen aufbereitet. Seine Fortführung obliegt der Berlin-Brandenburgischen Akademie der Wissenschaften (BBAW). Das CIL ist Teil des Zentrums Grundlagenforschung Alte Welt der BBAW und wird im Akademienprogramm von Bund und Ländern gefördert (Stand 2020).
1847 schlug Theodor Mommsen der Königlich-Preußischen Akademie der Wissenschaften in einer Denkschrift eine organisierte Sammlung lateinischer Inschriften, die in den vergangenen Jahrhunderten stückweise von Hunderten von Gelehrten beschrieben worden waren, vor. 1853 begann die Arbeit am CIL. Mommsen, der mit der Veröffentlichung der Inschriften des Königreichs Neapel ein Modell für das Corpus gegeben hatte, blieb ein halbes Jahrhundert bis zu seinem Tod die treibende Kraft des Unternehmens und edierte selbst mehrere Bände, insbesondere jene, die Italien betreffen. Der erste Band des CIL erschien bereits 1863. Ein Großteil der Arbeit bestand für die Beteiligten – Epigraphiker nicht nur der Berliner Akademie, sondern auch aus anderen europäischen Ländern – darin, die Orte und Monumente persönlich zu besuchen, um Abschriften von möglichst vielen Originalen anzufertigen (Autopsieprinzip). In jenen Fällen, in denen zuvor beschriebene Inschriften nicht mehr auffindbar waren, versuchten die Bearbeiter, eine genaue Lesart durch Vergleiche mit den Werken früherer Autoren, die das Original gesehen hatten, zu erhalten.
Das CIL besteht derzeit aus 17 „Bänden“ in über 70 Teilen und enthält ungefähr 180.000 Inschriften. 13 Ergänzungsbände enthalten Tafeln und besondere Indices. Der erste Band, in zwei Teilen, umfasst die ältesten Inschriften bis zum Ende der Römischen Republik; die Bände II bis XIV sind geographisch aufgeteilt; Band XIII zum Beispiel ist den Inschriften der gallischen und germanischen Provinzen gewidmet. Die Bände XV bis XVII enthalten besondere Inschriftengattungen (Instrumentum domesticum, Militärdiplome, Meilensteine). Ein Band XVIII, der die „Carmina Latina Epigraphica“ enthalten soll, ist in Arbeit. Ein lateinischer Index Numerorum: Ein Findbuch zum Corpus Inscriptionum Latinarum wurde 2004 veröffentlicht.
Die Beschreibungen und Kommentare bestehen aus einem Bild der Originalinschrift (sofern vorhanden), eventuell maßstäblichen Zeichnungen sowie Erläuterungen von Abkürzungen, Fehlstellen und abweichenden Lesungen. Wichtig ist die Einordnung der einzelnen Inschrift in ihren übergeordneten historischen Kontext. Die Sprache des CIL ist traditionell Latein.
Zu den Herausgebern gehörten neben Mommsen unter anderem Eugen Bormann, Hermann Dessau, Wilhelm Henzen, Otto Hirschfeld, Emil Hübner, Christian Hülsen und Karl Zangemeister, in späterer Zeit Géza Alföldy (der das Projekt von 1992 bis 2007 leitete), Attilio Degrassi und Hans Krummrey. Wissenschaftliche Leiterin des Projektes ist seit 2018 Marietta Horster, Leiterin der BBAW-Arbeitsstelle in Berlin ist Ulrike Ehmig.